# Николаи, Павел Андреевич
Барон Павел Андреевич Николаи (нем. Paul Freiherr von Nicolay; 1777—1866) — русский дипломат, действительный тайный советник, посол в Дании в 1816—1847 годах, владелец имения Монрепо.

## Биография
Единственный сын тайного советника барона Андрея Львовича Николаи (1737—1820) и супруги его, Иоганны Маргариты, урождённой Поггенполь. Восьми лет от роду был отправлен для получения образования в Эйтен к знаменитому филологу и поэту Иоганну-Генриху Фоссу.
По окончании курса в Эрлангенском университете вернулся в Россию и поступил на службу в Коллегию иностранных дел. В 1796 году был причислен к канцелярии вице-канцлера князя Куракина; 6 января 1800 года был определён к российской миссии в Лондоне, а 8 ноября перемещён сверхштатным чиновником миссии в Копенгагене.
31 мая 1801 года Павел Николаи был назначен секретарём лондонской миссии; в 1802 и 1805—1806 годах исправлял должность поверенного в делах. 18 августа 1804 года назначен советником посольства в Лондоне. В 1808 году снова находился на службе в Коллегии иностранных дел; 24 февраля 1810 года назначен полномочным комиссаром для размежевания земель между Россией и Швецией по Фридрихсгамскому договору. 2 июля 1811 года был определён в Стокгольм советником посольства с возложением на него обязанностей поверенного в делах. 19 декабря того же года пожалован в камер-юнкеры.
30 августа 1812 года переведён советником посольства в Лондон, и ему было поручено особенно ответственное и сложное в то время управление посольством в звании поверенного в делах. 15 июня 1814 года произведён в действительные статские советники.
13 мая 1816 года назначен чрезвычайным посланником и полномочным министром в Копенгагене. В этой должности он оставался в течение 30 с лишним лет, до 30 апреля 1847 года, деятельно заботясь о поддержании добрых отношений России с Данией. В 1816—1817 годах сопровождал великого князя Николая Павловича, а в 1818 году — великого князя Михаила Павловича в их путешествиях по Европе и за успешное исполнение этих поручений был награждён орденом св. Анны 1-й степени.
22 июля 1825 года произведён в тайные советники. В 1828 году был возведён в баронское великого княжества Финляндского достоинство. 5 декабря 1843 года произведён в действительные тайные советники, а 30 апреля 1847 года уволен от службы, и с тех пор почти безвыездно жил в Финляндии, в своём родовом имении Монрепо, близ Выборга, где в 1863 году принимал императора Александра II, ехавшего в Гельсингфорс для открытия сейма. Скончался на 90-м году жизни и погребён в Монрепо.

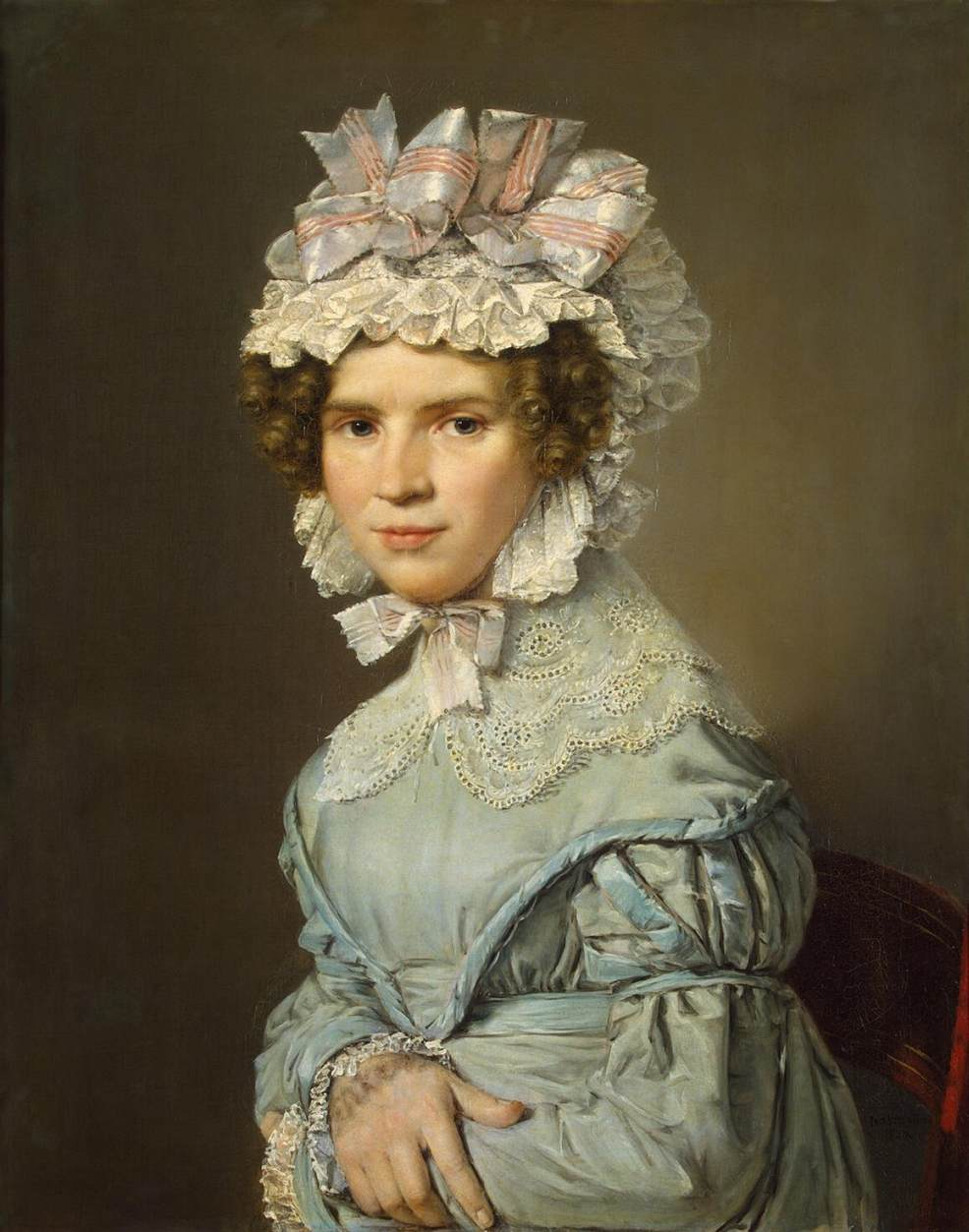
Александра Николаи на портрете К. А. Йенсена (1824)

## Семья
Был женат на княжне Александре-Симплиции де Брольи (06.01.1787—16.03.1824), внучке генерал-фельдмаршала Виктора де Брольи; дочери князя Августа-Виктора де Брольи от брака с Луизой де-ля-Брусс де-Вертейляж. При начале французской революции её семья покинула Францию. В 1798 году герцог де Брольи, принимавший в своем замке графа и графиню Северных (Павла I с супругой) во время их путешествия по Европе, обратился к Павлу I с просьбой даровать приют в России ему и его семье. Просьба их была принята. Княжна Александра училась в Смольном институте, а в 1811 году вышла замуж за барона Николаи. Похоронена в семейной усыпальнице в Монрепо. В браке имела восемь детей, двое из которых умерли в детстве:
- Мария (1812—1879), фрейлина, замужем за генералом П. К. Барановым.
- Октавия (1813—1873), фрейлина, замужем за генералом А. Н. Сутгофом.
- Александра (1814—1887), фрейлина, замужем за французским генералом Годен-де-Виллен.
- Николай (1818—1869), дипломат.
- Леонтий (1820—1891), генерал-лейтенант.
- Александр (1821—1899), действительный тайный советник, министр народного просвещения.

## Награды
- Орден Святого Владимира 3-й степени (08.02.1811)[1].
- Орден Святой Анны 1-й степени (1818) с алмазными знаками (1828).
- Орден Святого Владимира 2-й степени (1832).
- Орден Белого орла (1837).
- Орден Святого Александра Невского (1841).